# Vicepresidente de la Comisión Europea
Los vicepresidentes de la Comisión Europea son aquellos de entre los comisarios a los que el presidente confiere dicho cargo. Suelen ser además responsables de alguna de las carteras de comisario o departamentos que establece y reparte el presidente de la Comisión. Sus funciones específicas como vicepresidentes son aquellas que les delegue como tal el presidente, a excepción de las responsabilidades especiales que los Tratados atribuyen al Alto Representante de la Unión para Asuntos Exteriores en su calidad de vicepresidente de la Comisión.

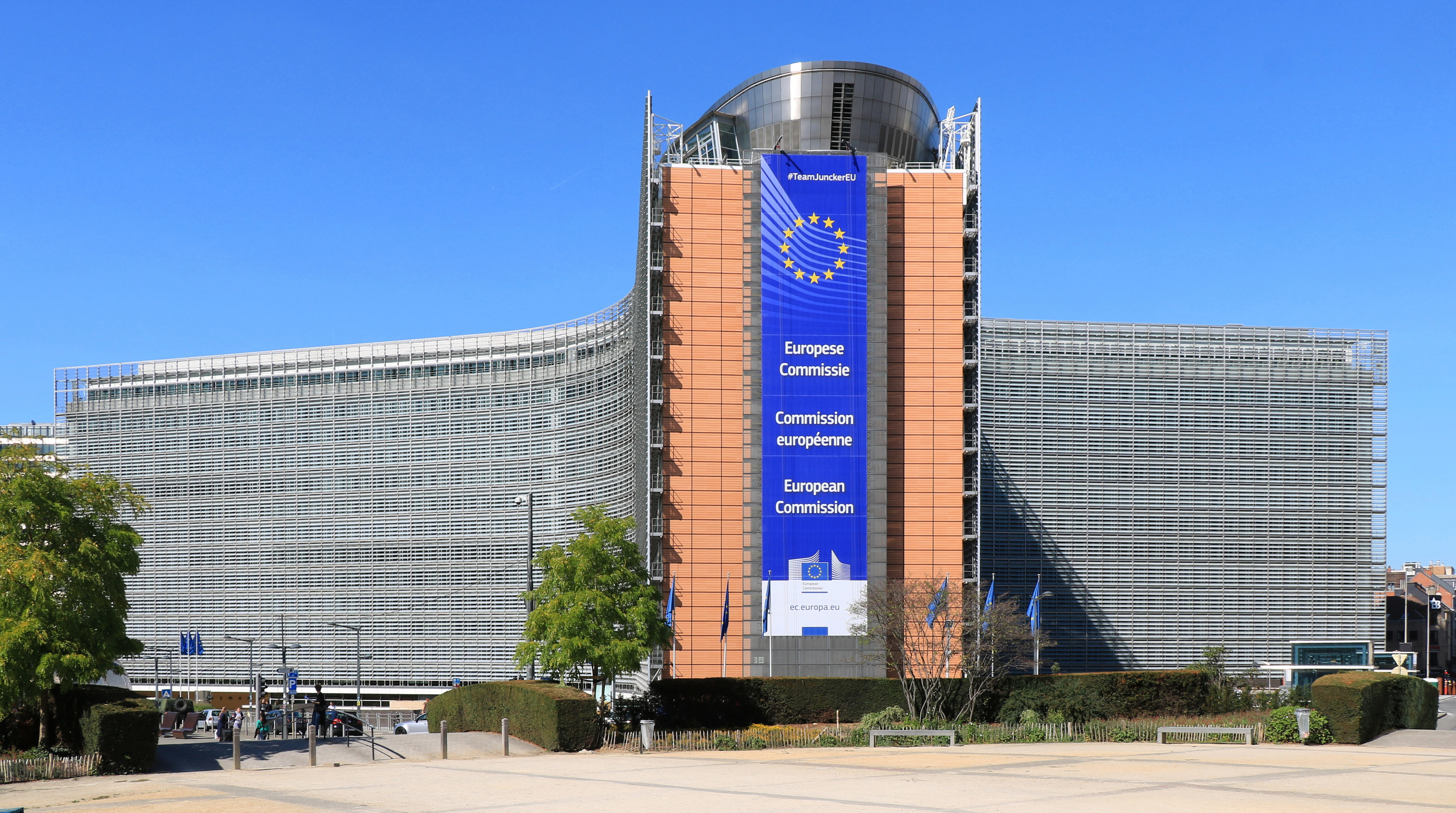
Edificio Berlaymont (Bruselas), sede de la Comisión Europea.

En la actualidad existen 7 vicepresidentes de la Comisión Europea, uno de ellos es vicepresidente primero ejecutivo y otro es además el Alto Representante de la Unión.

## Nombramiento
Tras la elección del presidente de la Comisión Europea por el Parlamento Europeo que se produce después de las elecciones europeas, el Consejo Europeo adopta, de acuerdo con el presidente de la Comisión, una lista de los miembros propuestos al Parlamento para integrar el Colegio de Comisarios, que incluye al propio presidente y al Alto Representante. A los comisarios así designados les atribuye el presidente responsabilidades políticas y administrativas individuales en el seno de la Comisión, denominadas carteras o áreas de responsabilidad. También designa entre sus vicepresidentes, al Alto Representante de la Unión. Tras una fase de audiencias individuales ante las correspondientes comisiones parlamentarias, todos los comisarios designados se someten conjuntamente al voto de aprobación de la Cámara, obtenido el cual se considerarán investidos y, tras ser nombrados por el Consejo Europeo y jurar los tratados, entrarán en posesión de sus funciones.
Dado que la organización interna de la Comisión y el reparto de sus funciones entre los comisarios, así como su modificación, son prerrogativa exclusiva del presidente de la Comisión, este podrá modificarlos en cualquier momento, lo que significa que podrá retirar una vicepresidencia a un comisario que la detentase (a excepción del alto representante de la Unión) o remover el contenido de la misma.

## Cese
Los vicepresidentes de la Comisión podrán cesar de esta función en cualquier momento, a decisión del presidente, sin que ello implique necesariamente que cesen en su condición de comisarios.
También pueden cesar, como cualquier comisario, en caso de fallecimiento, incapacitación dictada por sentencia del Tribunal de Justicia a instancia del Colegio de Comisarios o del Consejo, por dimisión individual o colectiva, voluntaria o forzosa a petición del presidente de la Comisión, o por la aprobación de una moción de censura por mayoría de dos tercios del Parlamento Europeo.
A diferencia del resto de comisarios, y dado que la existencia de vicepresidentes es potestativa, su cese como vicepresidentes conlleva la inmediata revocación de sus funciones como tal. Solo cabe que existan vicepresidentes en funciones cuando todo el Colegio está en situación de interinidad.
A todo lo anterior hay que señalar la excepción que constituye el cese del alto representante de la Unión como vicepresidente de la Comisión, y que para producirse en los casos de dimisión forzosa requiere de la aprobación también del Consejo Europeo para ser efectivo. Además la aprobación por el Parlamento Europeo de una moción de censura solo afectará al alto representante en el ejercicio de sus funciones en la Comisión.

## Funciones
Las funciones específicas que a los vicepresidentes de la Comisión corresponden en su calidad de tal no vienen determinadas por los tratados, ni tampoco por el Reglamento interno de la Comisión. Este vacío legal determina asimismo una apreciable vaguedad funcional, de manera tal que el valor añadido de una vicepresidencia suele venir en realidad determinado por el respaldo político que otorga la confianza cualificada de su presidente. Aun así, cabría señalar dos funciones específicas (si bien muy genéricas) que corresponden en todo caso a cada uno de los vicepresidentes como tales, a saber:
- la asistencia general al presidente de la Comisión Europea en el desempeño de sus funciones;
- la suplencia o sustitución interina del presidente en sus funciones cuando este se ausente del territorio de la Unión o cese en sus funciones, así como la presidencia de las reuniones semanales del Colegio de Comisarios cuando el presidente no acuda a las mismas, todo ello en el orden protocolario que determine el presidente;
- aquellas que expresamente les delegue el presidente de la Comisión, en su carta de nombramiento o a lo largo de su mandato como vicepresidentes.

Sin perjuicio de lo anterior, existen dos vicepresidencias cuyos titulares presentan peculiaridades que los resaltan por encima del resto de vicepresidentes, y a los que se atribuyen funciones específicas cualificadas: el primer vicepresidente de la Comisión y el alto representante de la Unión para Asuntos Exteriores y Política de Seguridad.

## Vicepresidencia primera
Es costumbre que, en la formación del Colegio, el presidente de la Comisión distinga a uno o varios de sus vicepresidentes por encima de los demás, tanto en la escala jerárquica estricta como en la funcional, otorgándole una preeminencia más o menos clara sobre todo el resto del Colegio de Comisarios, que se materializa generalmente en la atribución de tres funciones suplementarias:
- una función general de coordinación política del Colegio y de sus miembros entre sí, con la asistencia de la Secretaría General de la Comisión;
- la sustitución, con carácter preferencial, del presidente de la Comisión, y su representación institucional en los actos en los que se halle ausente, así como la del Colegio;
- la dirección de la política de comunicación comunitaria.

El primer vicepresidente es el «número dos» en la escala jerárquica interna del Colegio, y su peso político es, por lo tanto, mayor al del resto de comisarios, incluidos los demás vicepresidentes.
Tras la constitución de la Comisión Von der Leyen el 1 de diciembre de 2019, el vicepresidente primero de la Comisión es el comisario europeo para el Pacto Verde Europeo, Frans Timmermans.

## El alto representante
Tras la entrada en vigor, el 1 de diciembre de 2009, del Tratado de Lisboa, una nueva figura, el alto representante de la Unión para Asuntos Exteriores y Política de Seguridad, será con carácter nato uno de los vicepresidentes de la Comisión Europea. Este nuevo cargo, que la Constitución Europea había bautizado con el nombre de «ministro de Asuntos Exteriores de la Unión», aúna pues en un solo puesto las funciones que antes desempeñaban tres altos funcionarios: el alto representante del Consejo para la Política Exterior y de Seguridad Común, el comisario europeo de Relaciones Exteriores y el ministro de Asuntos Exteriores del Estado miembro que detentara en cada momento la presidencia semestral del Consejo de la Unión Europea, en sus funciones como presidente del Consejo de Asuntos Exteriores. Así pues, sus funciones superan ampliamente el marco de la Comisión, pero en el seno de la misma ejerce funciones importantes que, a diferencia de lo que sucede con el resto de los vicepresidentes, los Tratados enuncian aquí con detalle. 
Sin perjuicio de las que además le pudieran corresponder como un vicepresidente más o como comisario, el alto representante ejercerá, como vicepresidente de la Comisión (AR/VP), las siguientes funciones:
- se encargará de las responsabilidades que incumben a la Comisión en el ámbito de las relaciones internacionales;
- coordinará los demás aspectos de la acción exterior de la Unión;
- velará por la coherencia política de la acción exterior de la Unión en su conjunto.